# 广南冬青
广南冬青（学名：Ilex guangnanensis）为冬青科冬青属的植物，是中国的特有植物。分布于中国大陆的云南等地，生长于海拔1,150米至1,550米的地区，多生长在常绿阔叶林中，目前已由人工引种栽培。